# ハナナガドロガメ
ハナナガドロガメ（Kinosternon acutum）は、爬虫綱カメ目ドロガメ科ドロガメ属に分類されるカメ。

## 分布
グアテマラ北東部、ベリーズ北部、メキシコ（カンペチェ州南部、キンタナ・ロー州南西部、タバスコ州、ベラクルス州南部）
模式標本の産地（模式産地）は中央アメリカで、メキシコ（ベラクルス州）とする説とベリーズとする説がある。

## 形態
最大甲長12センチメートル。オスよりもメスの方が大型になり、オスは最大甲長10.5センチメートル。背甲はやや扁平かややドーム状に盛り上がり、上から見ると細長い卵形。第1椎甲板は、第2縁甲板に接する。肋甲板に筋状の盛り上がり（キール）がある。第2-4椎甲板は平坦だが、凹まない。縁甲板は尖らず、第10、11縁甲板が最も大型（高い）。背甲の色彩は黄褐色、褐色、暗褐色、黒で、黄褐色や褐色の個体では甲板の継ぎ目（シーム）が暗色の個体もいる。背甲と腹甲の継ぎ目（橋）の縦幅は広い。腋下甲板は小型で、鼠蹊甲板は大型。腋下甲板と鼠蹊甲板が接する個体が多い。
腹甲はやや大型。蝶番も発達し、腹甲を折り曲げると背甲と腹甲との間にほとんど隙間が無くなる。左右の肛甲板の間に切れこみが入らない。
頭部は中型かやや大型で、幅広い。吻端が突出し、上顎の先端は鉤状に尖る。種小名acutumは「尖った、鋭い」の意で、突出した吻端に由来する。吻端背面を覆う大型鱗（吻端板）は三又形や菱形。喉に4本の髭状突起がある。頭部の色彩は淡黄褐色や暗黄色、暗褐色、灰褐色、灰色で、赤褐色や淡黄色、橙色、灰白色の斑点や虫食い状の斑紋が入る。頸部や四肢、尾背面の色彩は、灰色や暗黄色、淡黄色、橙色、淡褐色で、不規則な暗色斑や暗色の斑点が入る。腹面の色彩は薄ピンク色や淡褐色、灰色。
幼体は肋甲板にもキールがあるが、成長に伴い消失する。

## 分類
アラモスドロガメ、クリーザードロガメ、サソリドロガメ、シロクチドロガメと単系統群を形成し、この単系統群はオアハカドロガメ、サラドロガメ、ハリスコドロガメと単系統群を形成するという説もある。

## 生態
標高300メートル以下の熱帯雨林にある小型河川、湖沼などに生息する。捕食者としてスジオオニオイガメなどが挙げられる。
食性は動物食傾向の強い雑食と考えられている。
繁殖形態は卵生。飼育下では2-3個の卵を産んだ例がある。

## 人間との関係
同所的に分布する他種よりも生息数は少ないと考えられ、開発による生息地の破壊などによる生息数の減少が懸念されている。
ペットとして飼育されることもあり、日本にも輸入されている。メキシコでは国内に分布する爬虫類の輸出が法的に厳しく制限されているため、世界的にも流通例は少ない。本種の名前でサソリドロガメの亜種ホオアカドロガメやシロクチドロガメの基亜種が流通することもあった。日本国内では飼育下繁殖個体も流通している。飼育下では配合飼料などにも餌付く。